# D Rose (canción de Lil Pump)
«D Rose» es una canción del rapero estadounidense Lil Pump, y el tercer sencillo de su álbum debut homónimo (2017). Fue lanzado el 9 de junio de 2017 a través de SoundCloud junto con su canción «Flex Like Ouu», luego de que un video musical dirigido por Cole Bennett fuera lanzado previamente el 30 de enero de 2017. 
La canción lleva el nombre del jugador de baloncesto Derrick Rose. Junto con sus canciones «Boss» y «Gucci Gang» la canción ayudó a Lil Pump a ganar atención, acumulando más de 30 millones de reproducciones en SoundCloud.

## Recepción de la crítica
Paul Thompson de Complex escribió: «'D Rose' es apropiadamente onírica, pero el ritmo hace la mayor parte del trabajo pesado, con la voz de Pump golpeando a izquierda y derecha y buscando un bolsillo que nunca se le revela».

## Gráficos
| Gráfico (2017)                          | Lista posición |
| --------------------------------------- | -------------- |
| Estados Unidos (Bubbling Under Hot 100) | 8              |
| Estados Unidos (Hot R&B/Hip-Hop Songs)  | 48             |

## Certificaciones
| País           | Organismo certificador | Certificación | Ventas certificadas | Ref.  |
| -------------- | ---------------------- | ------------- | ------------------- | ----- |
| Estados Unidos | RIAA                   | Platino       | 1 000 000           | [ 6 ] |